# Гизульф I (герцог Фриуля)

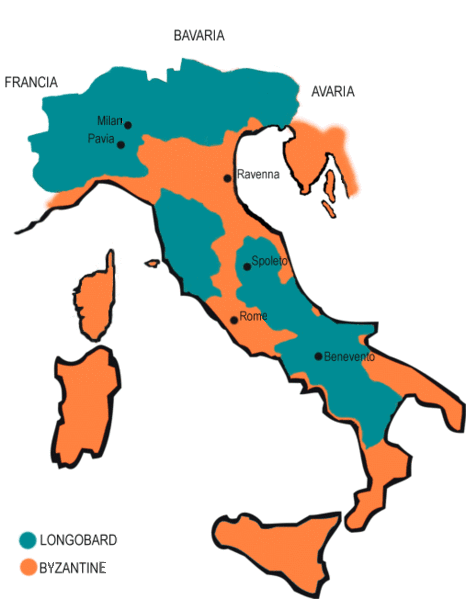
Лангобардское государство при короле Альбоине

Гизульф I (лат. Gisulfus I; умер не позднее 581) — первый герцог Фриуля (569 — не позднее 581) из рода Гаузы.

## Биография
Основным повествующим о Гизульфе I нарративным источником является «История лангобардов» Павла Диакона.
Гизульф I был племянником Альбоина, первого правителя Лангобардского королевства в Италии. О том, кто был отцом Гизульфа, в средневековых источниках сведений не сохранилось. Среди современных историков существуют различные точки зрения на эту проблему. В качестве возможного кандидата называется Гразульф I, однако многие исследователи считают его не отцом, а братом Гизульфа I. Скорее всего, отцом Гизульфа I и Гразульфа I был неизвестный по имени младший сын короля Аудоина.
Согласно Павлу Диакону, Гизульф при паннонском дворе Альбоина занимал должность королевского конюшего (marpahis). Павел Диакон характеризовал его как «во всём добродетельного человека» (лат. virum per omnia idoneum).
В написанной во второй половине VIII века «Истории лангобардов» Павла Диакона Гизульф назван первым герцогом Фриуля. Об этом же сообщал и историк IX века Андрей Бергамский. Среди современных исследователей многие придерживаются такой же точки зрения, однако существует и мнение, что первым правителем Фриульского герцогства мог быть Гразульф I. Возможно, причиной появления столь противоречивых версий являлось ошибочное отождествление некоторыми авторами XVIII—XIX веков Гизульфа I с одним из его преемников, герцогом Гизульфом II.
Гизульф I участвовал в завоевании лангобардами Италии, начавшемся весной 568 года. После установления лангобардского контроля над Венетией, Альбоин доверил своему племяннику управление этой областью. С согласия Альбоина Гизульф сам выбрал те лангобардские семейные союзы (farae), которые должны были осесть на северо-восточных землях Апеннинского полуострова. Он также получил от дяди в подарок большое стадо коней. Так, по свидетельству Павла Диакона, было образовано первое из лангобардских герцогств в Италии. Его столицей был избран небольшой городок Форум Юлия (современный Чивидале-дель-Фриули), из-за которого герцогство и получило своё название — Фриульское. На основании текста «Истории лангобардов» эти события датируются 569 годом.
Гизульф I управлял Фриульским герцогством при королях Альбоине и Клефе, а так же во время правления герцогов. Современные историки отмечают, что благодаря близким родственным связям с королевской семьёй, Гизульф мог бы претендовать на лангобардский престол. Однако по неизвестным причинам он предпочёл довольствоваться только властью над Фриульским герцогством. Перечисляя наиболее влиятельных лангобардских правителей периода бескоролевья (574—584 годы), Павел Диакон упоминает Гизульфа (под именем Сисульф) последним из пяти названных поимённо лиц. Кроме Гизульфа, в этом списке упомянуты герцоги Забан Павийский, Валлари Бергамский, Алахис I Брешийский и Эвин Трентский. По свидетельству Павла Диакона, «…в это время многие видные римляне были из корыстолюбия убиты, на прочих наложили дань, так что те платили лангобардским пришельцам третью часть своего урожая». Также историк сообщает, что примерно в 576 году жестокому преследованию со стороны лангобардов подверглись представители христианского духовенства и монашества Италии.
Вероятно, десятилетнее отсутствие в королевстве общего правителя способствовало значительному росту влияния Гизульфа I в Северной Италии. Фриульское герцогство имело важное значение для Лангобардского государства. На его правителя королями возлагалась обязанность охранять итальянские земли от возможных вторжений византийцев.

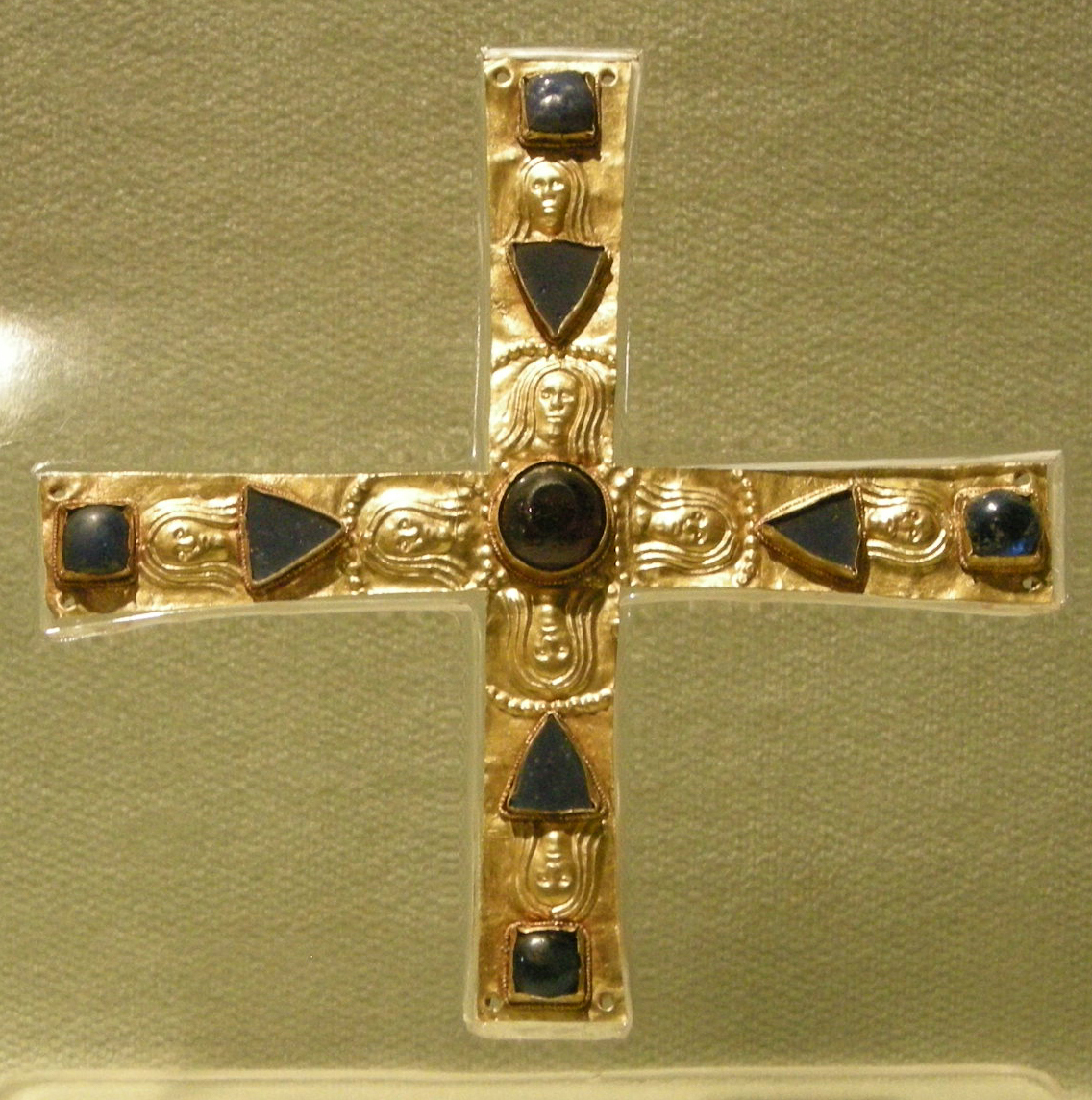
Крест Гизульфа

Из-за отсутствия достаточного числа источников о ранней истории Лангобардского королевства дата смерти Гизульфа I точно не известна. Вероятно, он умер ранее 581 года. Этим годом датируется послание, направленное майордомом Австразии Гогоном новому правителю Фриульского герцогства Гразульфу I.
В 1874 году при ремонтных работах в историческом центре Чивидале-дель-Фриули была найдена могила знатного лангобарда. В погребении был обнаружен каменный саркофаг с граффити «Cisul» на крышке. На данном основании этот археологический памятник получил название «Могила Гизульфа». Найденный здесь золотой крест, характерный для ювелирного дела лангобардской Италии, известен как «Крест Гизульфа». Однако достаточно надёжных подтверждений того, что погребённое здесь лицо было именно фриульским герцогом (Гизульфом I или Гизульфом II), нет. В саркофаге находились останки богатого воина с полным вооружением. Среди находок — золотой перстень с именем византийского императора Тиберия II. В результате исследований установлено, что, скорее всего, захоронение относится к VII веку и в нём мог быть погребён герцог Гразульф II.